# Wieża Kairska

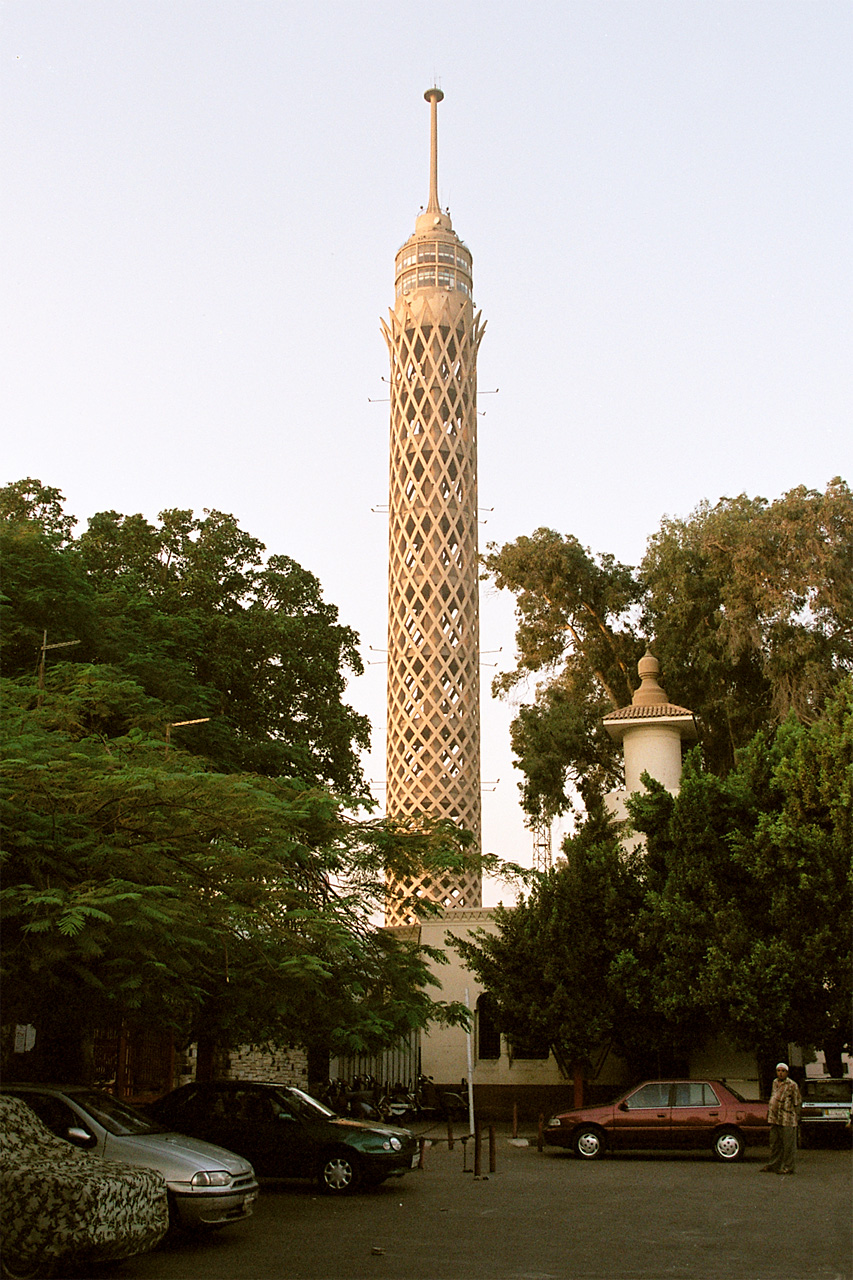
Wieża Kairska

Wieża Kairska (arab. برج القاهرة burdż al-kahira) – wolno stojąca wieża telewizyjna w Kairze, stolicy Egiptu. Znajduje się na wyspie Zamalek, w centrum miasta.
Jej wysokość wynosi 187 metrów i tym samym jest ona wyższa o 43 metry od Piramidy Cheopsa w Gizie, która usytuowana jest 15 km na południowy zachód od wieży.
Wieża Kairska została wybudowana w latach 1956–1961. Zewnętrzna dekoracja wieży ma przypominać kwiat lotosu. Na szczycie wieży znajduje się platforma widokowa, a poniżej obrotowa restauracja, popularna zarówno wśród turystów, jak i miejscowej ludności.

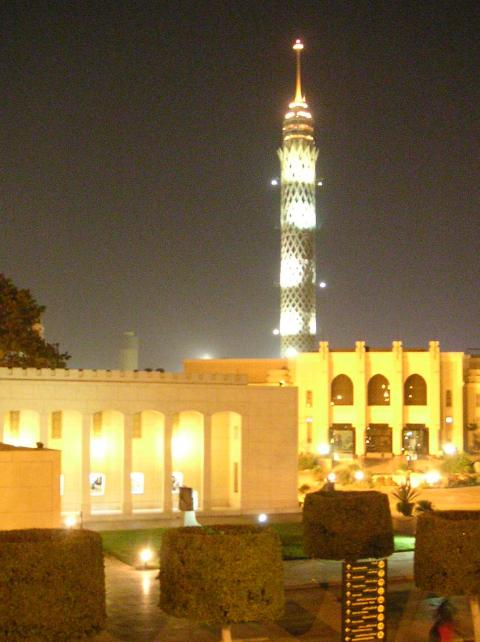
Wieża Kairska nocą
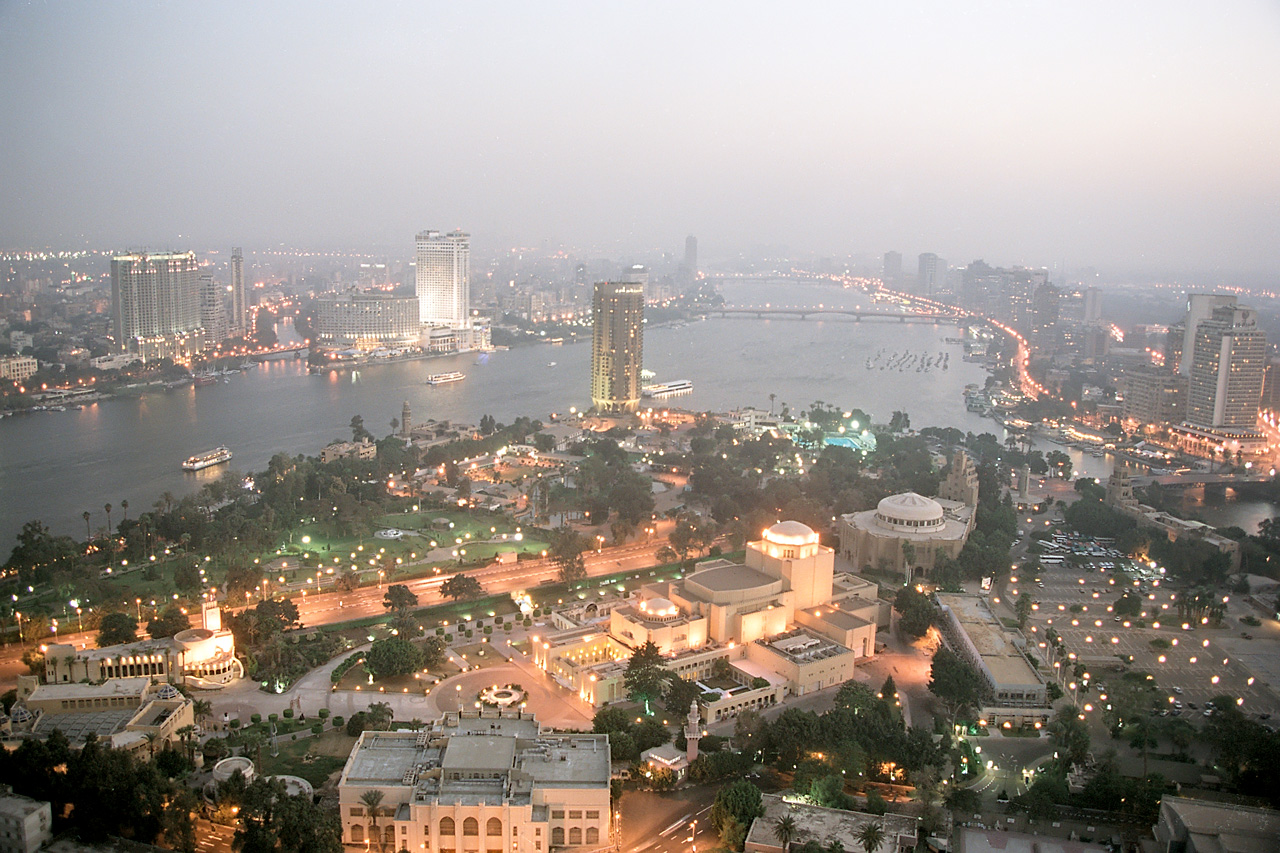
wieczorny widok ze szczytu
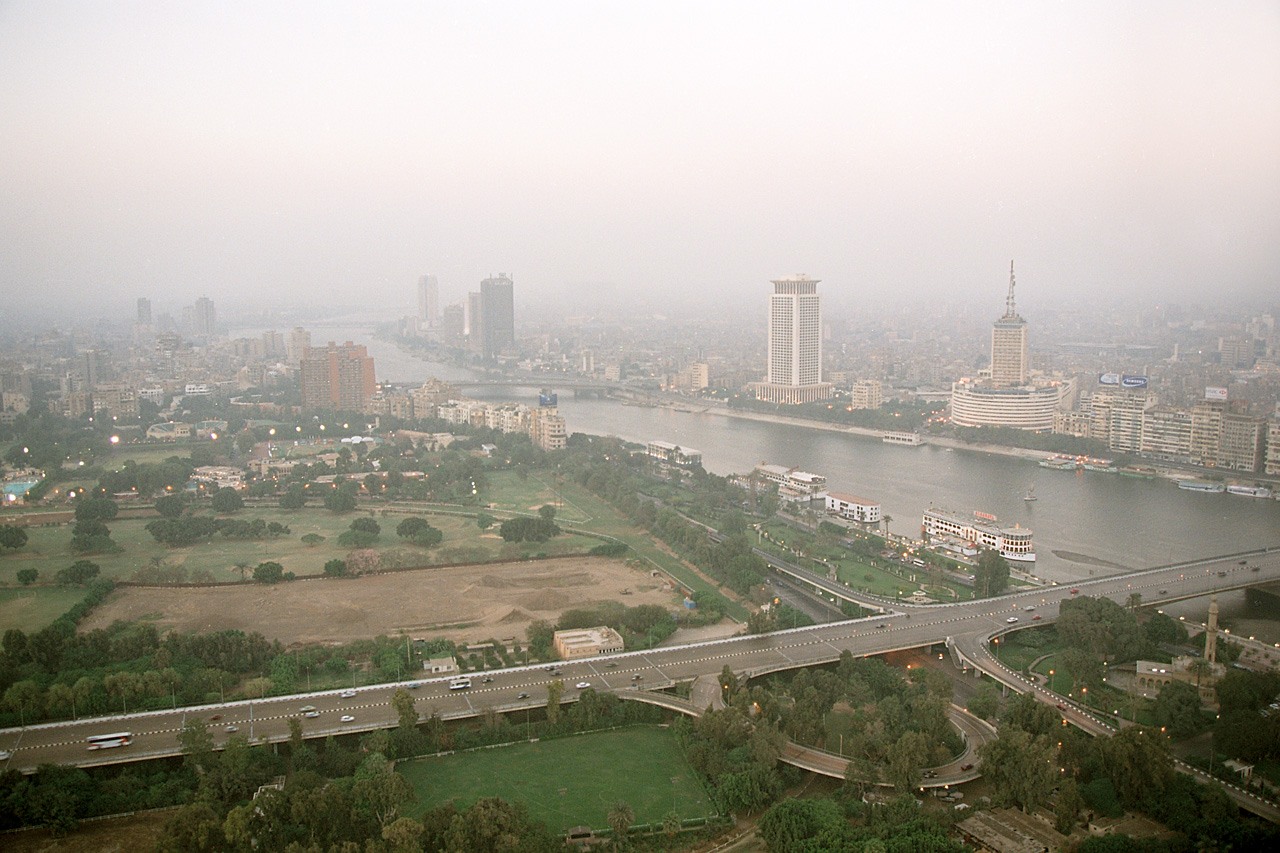
popołudniowy widok ze szczytu